# 乌尔 (汝拉省)
乌尔（法語：Our，法語發音：[uʁ] ⓘ）是法国汝拉省的一个市镇，位于该省北部，属于多勒区。

## 地理
乌尔（47°7'50"N, 5°39'2"E）面积13.86 平方千米，位于法国勃艮第-弗朗什-孔泰大區汝拉省，该省份为法国东部内陆省份，北起上索恩省，西北接科多尔省，西临索恩-卢瓦尔省，南至安省，东与杜省和瑞士接壤。
与乌尔接壤的市镇（或旧市镇、城区）包括：拉布勒特尼耶尔、埃克朗-讷农、埃特勒皮涅、拉旺莱多勒、奥尔尚、桑唐。
乌尔的时区为UTC+01:00、UTC+02:00（夏令时）。

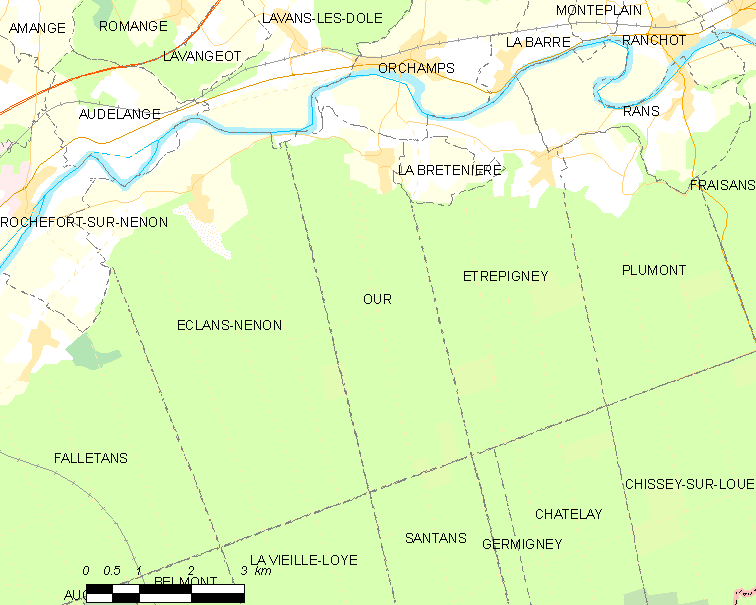
乌尔的OSM定位图

## 行政
乌尔的邮政编码为39700，INSEE市镇编码为39400。

## 政治
乌尔所属的省级选区为蒙苏沃德雷县。

## 人口

1962-2008年间乌尔人口变化图示

乌尔于2022年1月1日时的人口数量为148人。